# طرخشقون قلبي
طرخشقون قلبي (الاسم العلمي:Taraxacum cordatum) هو نوع من النباتات يتبع جنس الطرخشقون من الفصيلة النجمية.